# 賽格爾廣場

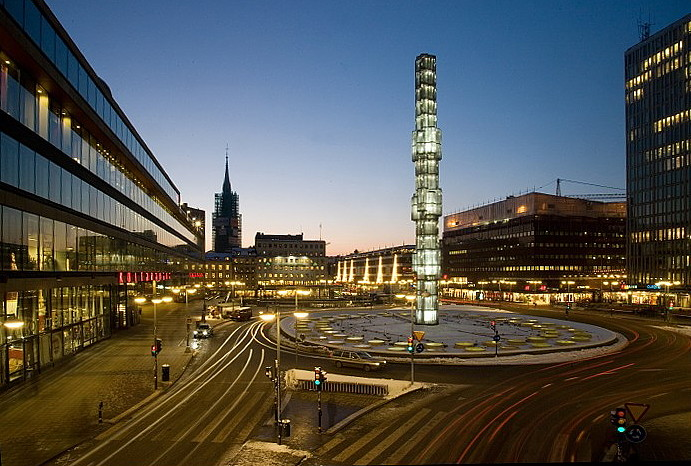
從Malmskillnadsgatan夜觀賽格爾廣場，旁為文化廳和斯德哥爾摩市劇場。

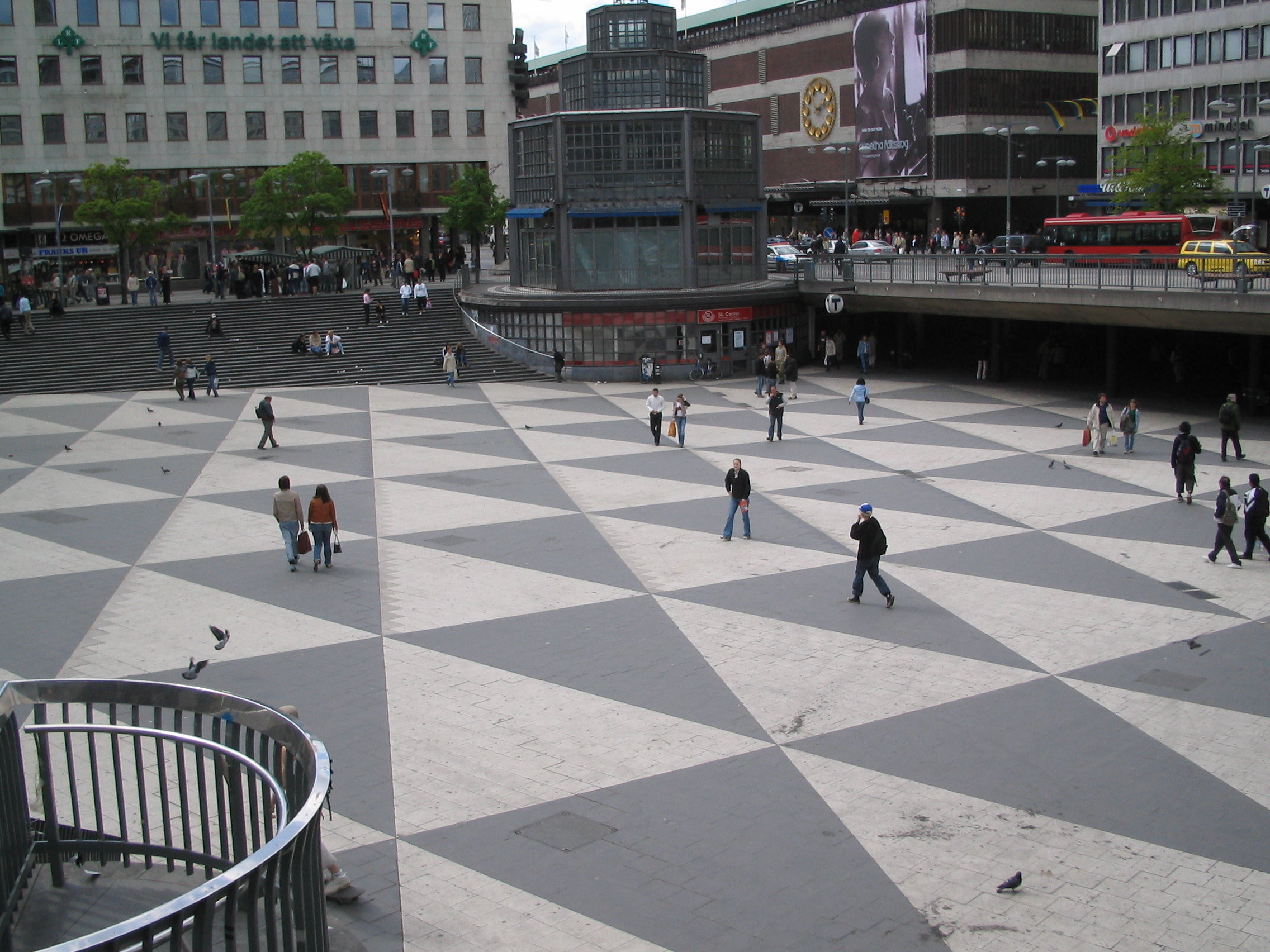
底層的黑白階磚

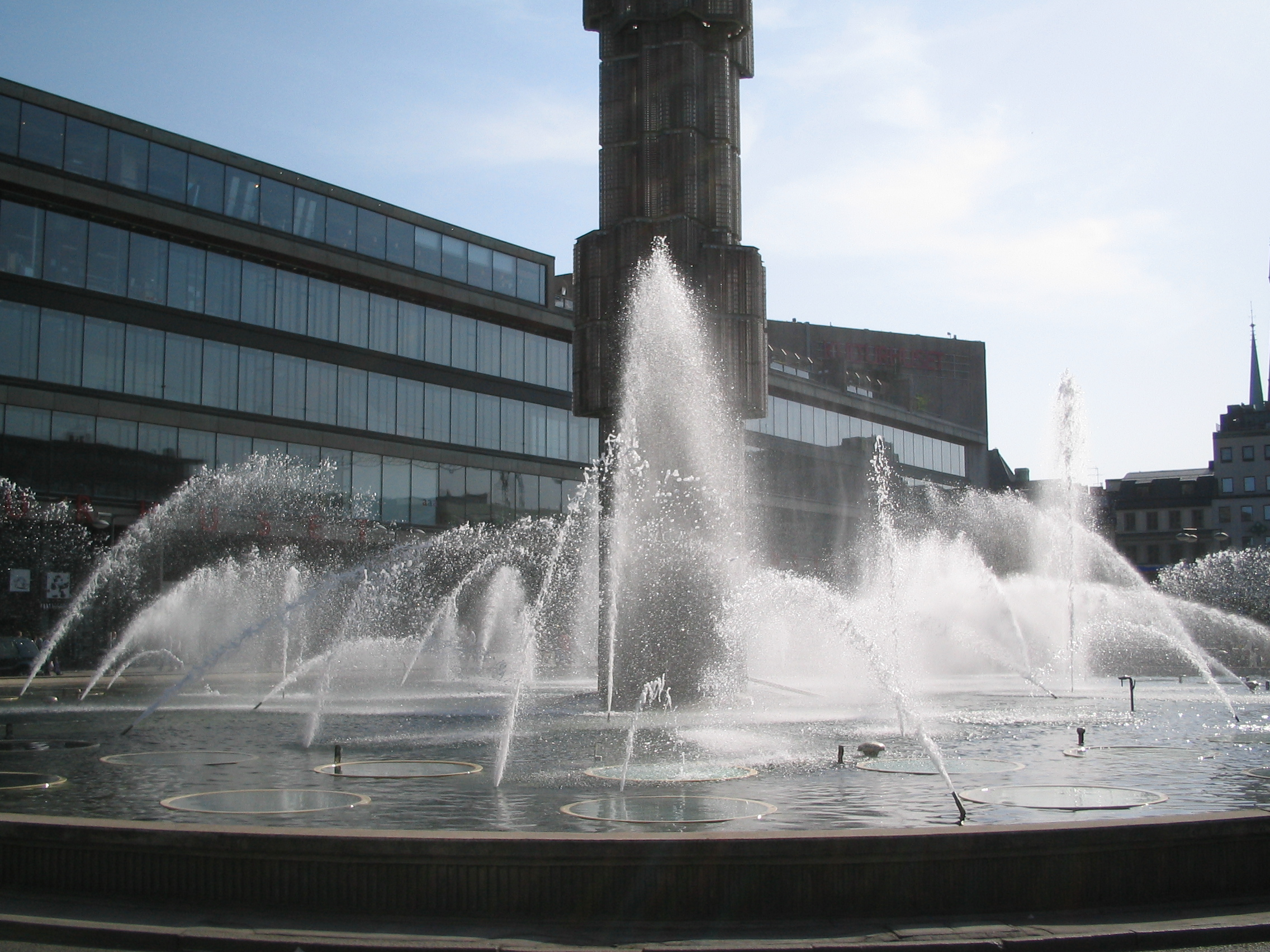
廣場內的噴水池

賽格爾廣場是瑞典斯德哥爾摩的一個著名廣場。廣場以18世紀雕塑家約翰·托比亞斯·賽格爾（Johan Tobias Sergel）命名，因其工作室就位於廣場以北的地方。
廣場受注目的原因，包括它常作為遊行的起步點，和其交通迴旋處呈超橢圓型。其中央的37米高玻璃柱是在1974年由Edvin Öhrström所造的「Kristallvertikalaccent」（直立水晶）。當地居民較少使用其正式名稱，而會使用其他別號作呼它。
廣場以西是一個以黑、白色階磚鋪設的低層平台，常被稱為「平地」（Plattan），現時因毒品拆家在那裏交易而不受歡迎。平台西部是廣闊的階級，人們常以那裏作為集合點。階級以西是（皇后街），以北有5座高樓，是少數在斯德哥爾摩市中心高於8層的建築物。
Sveavägen從廣場北部延伸，是1986年首相奧洛夫·帕爾梅遇弒身亡的地方。不同時代的一些城市規劃師都曾展望把這條大街發展，成為從夏加王家墓園至王宮的「國家廣場」。然而，在1950至60年代，城市規劃決定不將Sveavägen往南伸展，反而在賽格爾廣場南部，市劇場旁興建了文化廳。
廣場下設有地鐵中央站（T-Centralen）的出口和售票大廳。

59°19′57″N 18°03′52″E / 59.33250°N 18.06444°E